# Francisco Martín Caballero
Francisco Martín Caballero (Sevilla, 1887-Madrid, 1921) fue un periodista y escritor español.

## Biografía
Nació en Sevilla, en la calle de Teodosio, frente al Huerto de los Perros, el 3 de agosto de 1887. En la parroquia de San Lorenzo recibió el bautismo. Comenzó su labor de literato y periodista En la redacción de El Noticiero Sevillano y dirigió luego La Provincia, en Huelva, donde contrajo matrimonio con Enriqueta Peris-Mencheta. Poco después se trasladó a Madrid. Ejerció de redactor corresponsal de todos los periódicos de la Agencia Mencheta y publicó Vidas ajenas (Madrid, 1914), miscelánea de semblanzas de personas notables en artes y letras: Sorolla, Cubells, los Quintero y el doctor Escuder, entre otros. Después publicó una novela titulada El misterio de una vida en su ocaso. Falleció el 28 de julio de 1921 en Madrid.